# High-bandwidth Digital Content Protection

Le procédé HDCP de l'anglais High-Bandwidth Digital Content Protection, traduisible par Protection des contenus numériques haute définition, est un procédé électronique et logiciel élaboré par Intel, destiné à contrôler les flux numériques vidéo et audio haute définition. 
Il exploite principalement les interfaces et liaisons DVI, HDMI ou DisplayPort et permet d'en restreindre l'usage, notamment à en interdire la copie numérique directe vidéo ou audio. Faisant partie de la gestion des droits numériques (DRM), ce système comprend une série de licences (brevets) dites « propriétaires ». Son exploitation requiert une licence d'utilisation (industrielle). Ce dispositif comprend à la fois des équipements (microprocesseurs) et des logiciels intégrés.

## Protection anti-copie
Le vidéogramme haute définition (exemple : film de cinéma en haute définition) est stocké sur des supports physiques tels que le Blu-ray, le HD DVD, le DVD audio, par un enregistrement vidéo numérique sur disque dur ou délivré par un flux vidéo IP ou "streaming". Les dispositifs HDCP sont censés soit restreindre les caractéristiques des flux audio et vidéo, soit interdire totalement leur lecture. L'arrivée de la télévision HD puis UHD, soit par télédiffusion (TNT HD), soit via xDSL, impose la même contrainte sur les sorties numériques des terminaux de réception.
Le prérequis pour la lecture de médias haute définition dans sa qualité maximum définit que toute la chaîne (lecteur Blu-ray ou HD DVD, carte graphique d'un ordinateur, écran de télévision ou d'ordinateur) doit être certifiée HDCP.
Si un équipement non compatible HDCP est utilisé pour lire un vidéogramme protégé, trois cas sont observés. Dans le cas le plus favorable pour l'usager, les ayants droit du vidéogramme n'ont pas activé de protection HDCP ; dès lors, le contenu peut être restitué, y compris en haute définition; dans le deuxième cas, les ayants droit ont activé un verrouillage partiel ou total; dès lors, l'image ou le son peuvent être restitués en simple résolution. La qualité de l'image est restreinte à celle du DVD. La qualité du son provenant d'un DVD Audio se voit réduite au niveau de celle d'un enregistrement sur cassette audio analogique (musicassette), c'est-à-dire inférieure à la performance de la radio FM. Enfin, pour le cas le plus restrictif, le visionnage est purement et simplement interdit : un écran noir avec éventuellement un message d'erreur apparait, à la place de l'affichage du vidéogramme et le son est inaudible.

## Contournement et systèmes à accès libre
En 2005, des appareils sans aucune restriction inhérente à la protection de la copie furent produits et vendus librement. Il s'agit pour la plupart de filtres destinés à être installés sur le chemin du signal, entre le lecteur et la télévision, et capables de supprimer la protection HDCP du signal vidéo, permettant ainsi au film d'être affiché sur toute télévision incompatible avec HDCP, sans limite de résolution.
Par ailleurs, plusieurs fabricants d'accessoires de vidéo numérique ont mis sur le marché, des convertisseurs numérique/analogique haute définition, comme le boîtier HDfury, permettant de contourner le « bridage » du HDCP, tout en préservant une qualité d'affichage et une résolution très proche des signaux sources (HDMI vers xVGA, YUV ou RVB). Il faut noter que, dans ce cas, les signaux audio ne sont pas traités.
En septembre 2010, une clef maîtresse a été trouvée et rendue publique.

## Exploitation
Les lecteurs Blu-ray ne pourront restituer les contenus à leur résolution maximale qu'en cas de conformité avec les spécifications HDCP. Néanmoins certains lecteurs sont sortis sans dispositif HDCP et ne brideraient pas, par conséquent, la qualité vidéo. 
Si un tel lecteur HDCP est relié à une télévision incompatible avec HDCP, il devrait produire un signal bridé à 576 lignes (qualité standard ou SD), voire un écran noir. Toutefois, certains lecteurs ou consoles de jeu sont capables d'afficher le signal original non dégradé, sans pour autant nécessiter un écran compatible HDCP mais uniquement si l'on utilise la sortie analogique (si elle figure sur l'appareil). Une tentative de lecture en utilisant les sorties numériques sur un écran non compatible HDCP se solde le plus souvent par un écran noir.
En 2006, la plupart des téléviseurs ne sont pas capables de restituer une image d'une résolution supérieure à 768 lignes, les plus anciens étant limités à 576 lignes; ces écrans ne peuvent donc pas à cette époque, bénéficier de la résolution offerte par les vidéos haute définition,.
Aux États-Unis en 2004, la Federal Communications Commission (Commission fédérale des communications) approuve la spécification HDCP comme « Technologie de protection des flux numériques », le 4 août 2004, bien que ses failles soient connues.
Le 19 janvier 2005, l'European Industry Association for Information Systems (EICTA) annonce que la compatibilité HDCP est obligatoire sur les produits recevant le label européen HD Ready.
Le système d'exploitation Windows Vista de Microsoft est compatible avec la technologie HDCP en ce qui concerne les cartes graphiques et les moniteurs. Cela implique que les vidéos haute définition ne pourront être visualisées en qualité maximale qu'à la condition que si la totalité de la chaîne de transmission du signal vidéo soit compatible HDCP (système d'exploitation, carte graphique, écran, logiciels...).

## Brevets et licences
Les licences HDCP sont octroyées par la société Digital Content Protection, filiale d'Intel. Les sociétés détentrices de licence d'utilisation HDCP (en général, des fabricants de matériel ou de logiciel) sont autorisés – en échange du paiement de droits – à utiliser la technologie HDCP pour leurs produits. Ces clients doivent concevoir leurs produits en tenant compte des contraintes : interdire la copie numérique des contenus et parer aux risques de contournement des dispositifs de protection anticopie.

## Cryptanalyse
Dès 2001, des chercheurs en cryptanalyse dévoilent d'importantes failles dans la spécification HDCP pour la première fois, avant même son intégration dans un produit commercial. Scott Crosby, de l'université de Carnegie Mellon, a écrit un article en collaboration avec Ian Goldberg, Robert Johnson, Dawn Song, et David Wagner intitulé A Cryptanalysis of the High-bandwidth Digital Content Protection System (Une cryptanalyse du système de protection de contenus HDCP). Cet article fut présenté à la conférence ACM-CCS8 DRM Workshop, le 5 novembre 2001. 
Les auteurs en concluent notamment que le linear key exchange est une faille fondamentale du système HDCP, permettant à la fois d'espionner n'importe quelle information, de cloner n'importe quel appareil uniquement à l'aide de sa clé publique, d'éviter à un appareil d'être placé sur liste noire, de créer de nouveaux keyvectors. En résumé, que l'autorité du système peut complètement être usurpée.
Alors que Scott Crosby et ses coauteurs écrivaient leur article, le cryptographe Niels Ferguson a, de son côté, affirmé avoir cassé le code du système HDCP, mais a décidé de ne pas publier les résultats de ses recherches, en raison d'incertitudes causées par le Digital Millennium Copyright Act.
Pour véhiculer les signaux sonores également concernés par le HDCP, il convient d'utiliser la fonction HDMI ARC ou Audio Return Channel.